# Liste des phares du Texas

Carte du Texas

La liste des phares du Texas dresse la liste des phares de l'État américain du Texas répertoriés par la United States Coast Guard (de la frontière mexicaine à la Louisiane). 
Les aides à la navigation dans le Texas sont gérées par le huitième district de l' United States Coast Guard , mais la propriété (et parfois l’exploitation) de phares historiques a été transférée aux autorités et aux organisations de préservation locales.
Leur préservation est assurée par des sociétés locales de la American Lighthouse Foundation (en) et sont répertoriés au Registre national des lieux historiques (*).

## Comté de Cameron
- Phare de Brazos Santiago (Entrance Range Rear)
- Phare de Point Isabel *

## Comté d'Aransas
- Phare d'Aransas Pass *
- Phare du Texas Maritime Museum

## Comté de Calhoun
- Phare de Matagorda Island *
- Phare de Halfmoon Reef (Inactif)

## Comté de Galveston
- Phare de Point Bolivar * (Inactif)
- Phare de Fort Point (Texas) (Inactif)

## Comté de Jefferson
- Phare de Sabine Bank